# Теофилакт Костурски
Теофилакт (на гръцки: Θεοφύλακτος, Митрофанис) е православен духовник от началото на XVII век, костурски митрополит на Охридската архиепископия.

## Биография
Теофилакт е споменат в ктиторския надпис на костурския храм „Свети Архангели Позерски“ от 1622 година. Няколко автори твърдят, че на лист 20 от кондиката на Костурската митрополия (EBE 2752) има негов акт датиран 1621. Подписът на Теофилакт днес е на лист 2 от кондика EBE 2752 на фрагмент от акт, като се виждат само датата εν μτ\νχ\ άπριλΐω ίβ' и подписът без годината. Същият митрополит е отбелязан на лист 3 заедно с Нектарий Охридски в акт, на който годината също липсва.